# Lee Min-hyuk
Ne doit pas être confondu avec Minhyuk.
Dans ce nom coréen, le nom de famille, Lee, précède le nom personnel.
Lee Minhyuk, (coréen: 이민혁; né le 29 novembre 1990) communément appelé Minhyuk (coréen: 민혁) ou Huta est un chanteur, danseur, auteur-compositeur, rappeur et acteur sud-coréen. Il est membre du boys band sud-coréen BTOB.

## Carrière

### BtoB
Minhyuk fait ses débuts dans le boy group BTOB en 2012,.

### Activités solos
Le 10 août 2017, Il sort le single "Purple Rain" en featuring avec CHEEZE  pour la série de projets solos de BTOB, Piece of BTOB.
Minhyuk fait ses débuts au Japon avec son premier EP japonais, Summer Diary, le 10 juillet 2018.
Le 15 janvier 2019, il sort son premier album studio coréen intitulé Hutazone avec le titre principal "Ya",.

## Discographie

### Albums
| Titre        | Détails de l’album | Meilleures positions | Meilleures positions | Meilleures positions | Ventes         |
| Titre        | Détails de l’album | COR                  | JPN                  | JPN Hot              | Ventes         |
| Coréen       | Coréen | Coréen               | Coréen               | Coréen               | Coréen         |
| ------------ | --- | -------------------- | -------------------- | -------------------- | -------------- |
| Hutazone     | - Date de sortie : 15 janvier 2019 - Labels : Cube Entertainment, Kakao M - Formats : CD, téléchargement numérique Liste des pistes 1. Waiting For You | 3                    | —                    | —                    | - COR : 37 768 |
| Japonais     | |                      |                      |                      |                |
| Summer Diary | - Date de sortie : 25 juillet 2018 - Label : Cube Entertainment - Formats : CD, téléchargement numérique Liste des pistes 1. About Time (Solo ver)     | NC                   | NC                   | NC                   | NC             |

### Singles
| Titre                                                                               | Année                   | Meilleures positions    | Ventes                  | Album                           |
| Titre                                                                               | Année                   | COR                     | Ventes                  | Album                           |
| Comme artiste principal                                                             | Comme artiste principal | Comme artiste principal | Comme artiste principal | Comme artiste principal         |
| ----------------------------------------------------------------------------------- | ----------------------- | ----------------------- | ----------------------- | ------------------------------- |
| "Purple Rain" (ft. CHEEZE)                                                          | 2017                    | 51                      | —                       | Piece of BTOB Vol. 5            |
| "Ya"                                                                                | 2019                    | NC                      | NC                      | Hutazone                        |
| En featuring                                                                        |                         |                         |                         |                                 |
| "I'm OK" (Postmen feat. Heota)                                                      | 2015                    | —                       | - COR : 19 564          | I'm OK                          |
| "2Limes" (Inoran feat. Minhyuk, Peniel, Ilhoon)                                     | 2015                    | —                       | NC                      | Beautiful Now                   |
| "You to the Bone" (Song Yu-bin feat. Heota)                                         | 2016                    | —                       | NC                      | Non issu d’un album             |
| "Incorrect Answer" (Kim Na-young feat. Minhyuk)                                     | 2018                    | 80                      | NC                      | Non issu d’un album             |
| Bande-son                                                                           |                         |                         |                         |                                 |
| "Past Days" (avec Junhyung, Ha Yeon-soo, Changsub, Hyunsik, Sungjae)                | 2013                    | 56                      | - COR : 87 730          | Monstar OST                     |
| "After Time Passes" (avec Junhyung, Changsub, Hyunsik, Sungjae)                     | 2013                    | 32                      | - COR : 125 359         | Monstar OST                     |
| "First Love" (avec Junhyung, Changsub, Hyunsik, Sungjae)                            | 2013                    | 61                      | - COR : 36 395          | Monstar OST                     |
| "No" (avec Minah)                                                                   | 2015                    | —                       | NC                      | Sweet, Savage Family OST        |
| "After the Show Ends" (avec Changsub, Elkie)                                        | 2016                    | —                       | NC                      | After the Show Ends OST         |
| "For You" (avec Changsub, Eunkwang, Ilhoon)                                         | 2016                    | —                       | NC                      | Cinderella and Four Knights OST |
| "—" signifie que le titre ne s'est pas classé ou n'est pas sorti dans cette région. |                         |                         |                         |                                 |

### Crédits d’écriture et de production
| Année | Album                 | Artiste                            | Chanson               | Paroles | Paroles | Musique | Musique |
| Année | Album                 | Artiste                            | Chanson               | Crédité | Avec    | Crédité | Avec    |
| ----- | --------------------- | ---------------------------------- | --------------------- | ------- | ------- | ------- | ------- |
| 2018  | Autumn Project Single | Kim Sang Gyun (JBJ), Sohee (Elris) | "Childish (유치해도)" | Oui     | —       | Oui     | —       |

## Filmographie

### Séries télévisées
| Année | Titre                      | Chaîne        | Rôle           | Note(s)              |
| ----- | -------------------------- | ------------- | -------------- | -------------------- |
| 2013  | Reckless Family 2          | MBC           | Lui-même       |                      |
| 2013  | Fantastic Tower            | tvN           | Min-ho         | Épisode 8, Partie 1  |
| 2014  | Love and War 2: Her Choice | KBS2          | Hyun-woo       |                      |
| 2014  | A New Leaf                 | MBC           | Lee Ji-hyeok   |                      |
| 2015  | Sweet, Savage Family       | MBC           | Yoon Sung-min  |                      |
| 2016  | Nightmare Teacher          | Naver TV Cast | Seo Sang-woo   | Web-drama            |
| 2016  | Oh My God Tip              | MBC MBig TV   | Lui-même       | Avec Nayeon de Twice |
| 2016  | After the Show Ends        | tvN           | Ma Rok-hee     | [ 17 ]               |
| 2017  | Unexpected Heroes          | Naver TV Cast | Bae Joon-young | Web-drama            |
| 2018  | Dae Jang Geum Is Watching  | MBC           | Min-hyuk       |                      |

### Films
| Année | Titre                       | Rôle         |
| ----- | --------------------------- | ------------ |
| 2017  | Halfway (KitKat micro film) | Yonu         |
| 2018  | The Swordsman               | Gyeom Sa-bok |

### Émissions de variétés
| Année | Titre                             | Chaîne  | Note(s)                                    |
| ----- | --------------------------------- | ------- | ------------------------------------------ |
| 2012  | The Show                          | SBS MTV | Présentateur aux côtés de Sung-jae         |
| 2012  | The Romantic & Idol Season 2      | tvN     | Il était le partenaire de Yewon de Jewelry |
| 2018  | Law of the Jungle in Indian Ocean | SBS     | Membre du casting                          |

### Sources
- (en) Cet article est partiellement ou en totalité issu de l’article de Wikipédia en anglais intitulé « Lee Minhyuk » (voir la liste des auteurs).